# Finals MVP der Basketball-Bundesliga
Die Auszeichnung als Finals Most Valuable Player der Basketball-Bundesliga (kurz: Finals-MVP) ist eine Auszeichnung der höchsten deutschen Spielklasse im Herren-Basketball für den wertvollsten Spieler (engl.: Most Valuable Player, kurz MVP) in der Play-off-Finalserie um den Titelgewinn. Der MVP der Play-offs wird unmittelbar nach dem letzten Spiel bekanntgegeben, welches den Titelgewinner bestimmt.
Der Finals-MVP gilt als bester Spieler der gesamten Postseason der Bundesliga (BBL) und stammt üblicherweise aus den Reihen des Titelgewinners. Erst einmal, im Jahr 2005, wurde ein Spieler des Vizemeisters und damit Finalserienverlierers als Finals-MVP ausgezeichnet.

## Tabellarische Chronik

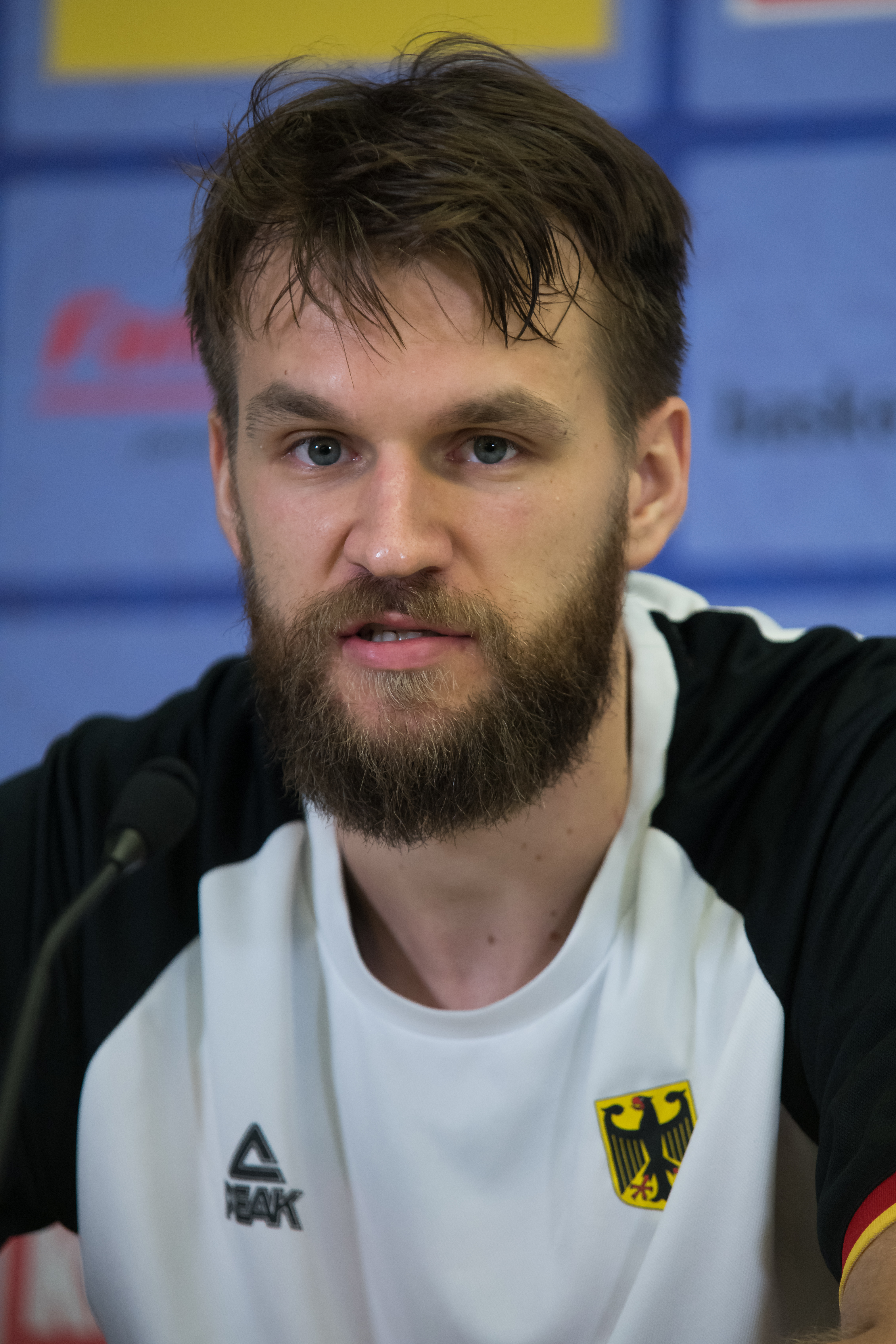
Danilo Barthel, Finals MVP der Playoffs 2018

| Saison  | Spieler | Nat. | Position | Verein |
| ------- | --- | --- | --- | --- |
| 2004/05 | Chris A. Williams | Vereinigte Staaten | SF/PF | Opel Skyliners Frankfurt |
| 2005/06 | Immanuel McElroy | Vereinigte Staaten | SG/SF | RheinEnergie Köln |
| 2006/07 | Casey Jacobsen | Vereinigte Staaten | SG/SF | Brose Baskets |
| 2007/08 | Julius Jenkins | Vereinigte Staaten | SG | Alba Berlin |
| 2008/09 | Rickey Paulding | Vereinigte Staaten | SG/SF | EWE Baskets Oldenburg |
| 2009/10 | Casey Jacobsen (2) | Vereinigte Staaten | SF | Brose Baskets |
| 2010/11 | Kyle Hines | Vereinigte Staaten | PF | Brose Baskets |
| 2011/12 | P. J. Tucker | Vereinigte Staaten | SF | Brose Baskets |
| 2012/13 | Anton Gavel | Slowakei | SG | Brose Baskets |
| 2013/14 | Malcolm Delaney | Vereinigte Staaten | PG | FC Bayern München |
| 2014/15 | Brad Wanamaker | Vereinigte Staaten | PG | Brose Baskets |
| 2015/16 | Darius Miller | Vereinigte Staaten | SF | Brose Baskets |
| 2016/17 | Fabien Causeur | Frankreich | PG, SG | Brose Bamberg |
| 2017/18 | Danilo Barthel | Deutschland | PF, C | FC Bayern München |
| 2018/19 | Nihad Đedović | Bosnien und Herzegowina | SF | FC Bayern München |
| 2019/20 | wegen coronabedingter Saisonunterbrechung mit anschließender Abänderung des Wettkampfformats in einen Turniermodus nicht vergeben | wegen coronabedingter Saisonunterbrechung mit anschließender Abänderung des Wettkampfformats in einen Turniermodus nicht vergeben | wegen coronabedingter Saisonunterbrechung mit anschließender Abänderung des Wettkampfformats in einen Turniermodus nicht vergeben | wegen coronabedingter Saisonunterbrechung mit anschließender Abänderung des Wettkampfformats in einen Turniermodus nicht vergeben |
| 2020/21 | Jayson Granger | Uruguay | PG | Alba Berlin |
| 2021/22 | Johannes Thiemann | Deutschland | PF | Alba Berlin |
| 2022/23 | Yago dos Santos | Brasilien 1968 | PG | Ratiopharm Ulm |
| 2023/24 | Carsen Edwards | Vereinigte Staaten | PG | FC Bayern München |
| 2024/25 | Shabazz Napier | Vereinigte Staaten | PG | FC Bayern München |